# Bongo Bong and Je Ne T'Aime Plus
"Bongo Bong" y "Je Ne T'Aime Plus" son dos canciones reggae originalmente escritas y grabadas por Manu Chao. En el 2006, las canciones fueron combinadas en una sola y versionadas por el cantante británico Robbie Williams.
La canción fue producida por Mark Ronson, y fue lanzada como tercer sencillo de Robbie Williams de su décimo álbum de estudio, Rudebox, en México y Europa Oriental tempranamente en 2007.
La cantante Lily Allen participó con los coros.

## Formatos
Mexican CD Promo
1. «Bongo Bong and Je Ne T'Aime Plus»
2. «Bongo Bong and Je Ne T'Aime Plus» (Fedde Le Grand Remix)

European CD
1. «Bongo Bong and Je Ne T'Aime Plus»
2. «Lovelight» (Dark Horse Mix)

Remixes Promo CD
1. «Bongo Bong and Je Ne T'Aime Plus» (Fedde Le Grand Remix)
2. «Bongo Bong and Je Ne T'Aime Plus» (Noisia Vocal Remix)
3. «Bongo Bong and Je Ne T'Aime Plus» (Noisia Trashdance Dub)

## Posicionamiento
| Listas (2007)          | Posición |
| ---------------------- | -------- |
| Czech IFPI Chart       | 14       |
| Romanian Singles Chart | 45       |
| Swiss Singles Chart    | 77       |
| Slovakia Singles Chart | 88       |
| Türkiye Top 20         | 4        |